# Heliconia lentiginosa
Heliconia lentiginosa är en enhjärtbladig växtart som beskrevs av Abalo och G.Morales. Heliconia lentiginosa ingår i släktet Heliconia och familjen Heliconiaceae. Inga underarter finns listade.